# 百鳥塔
22°26′31″N 114°01′07″E / 22.44205°N 114.01865°E

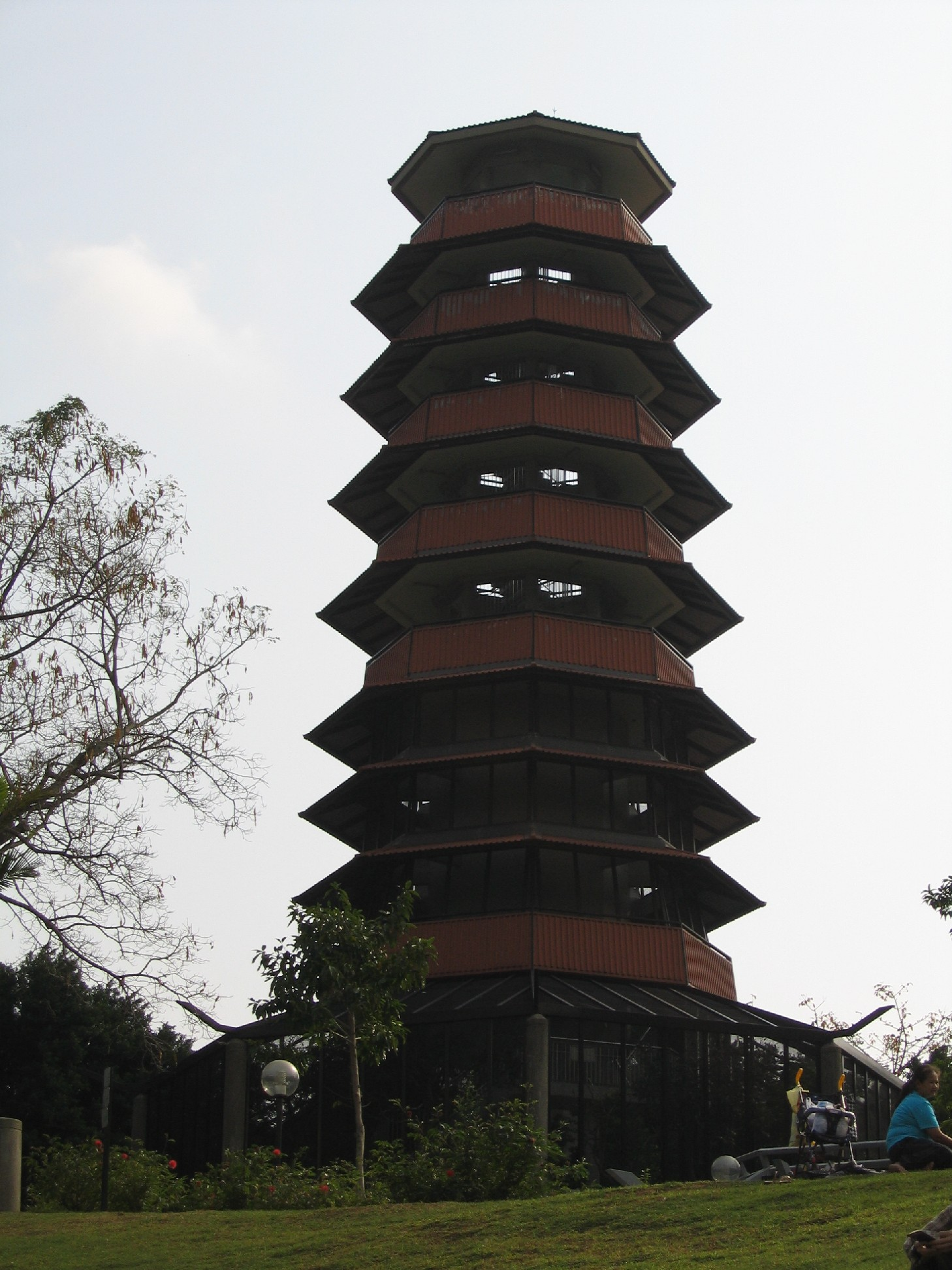
百鳥塔

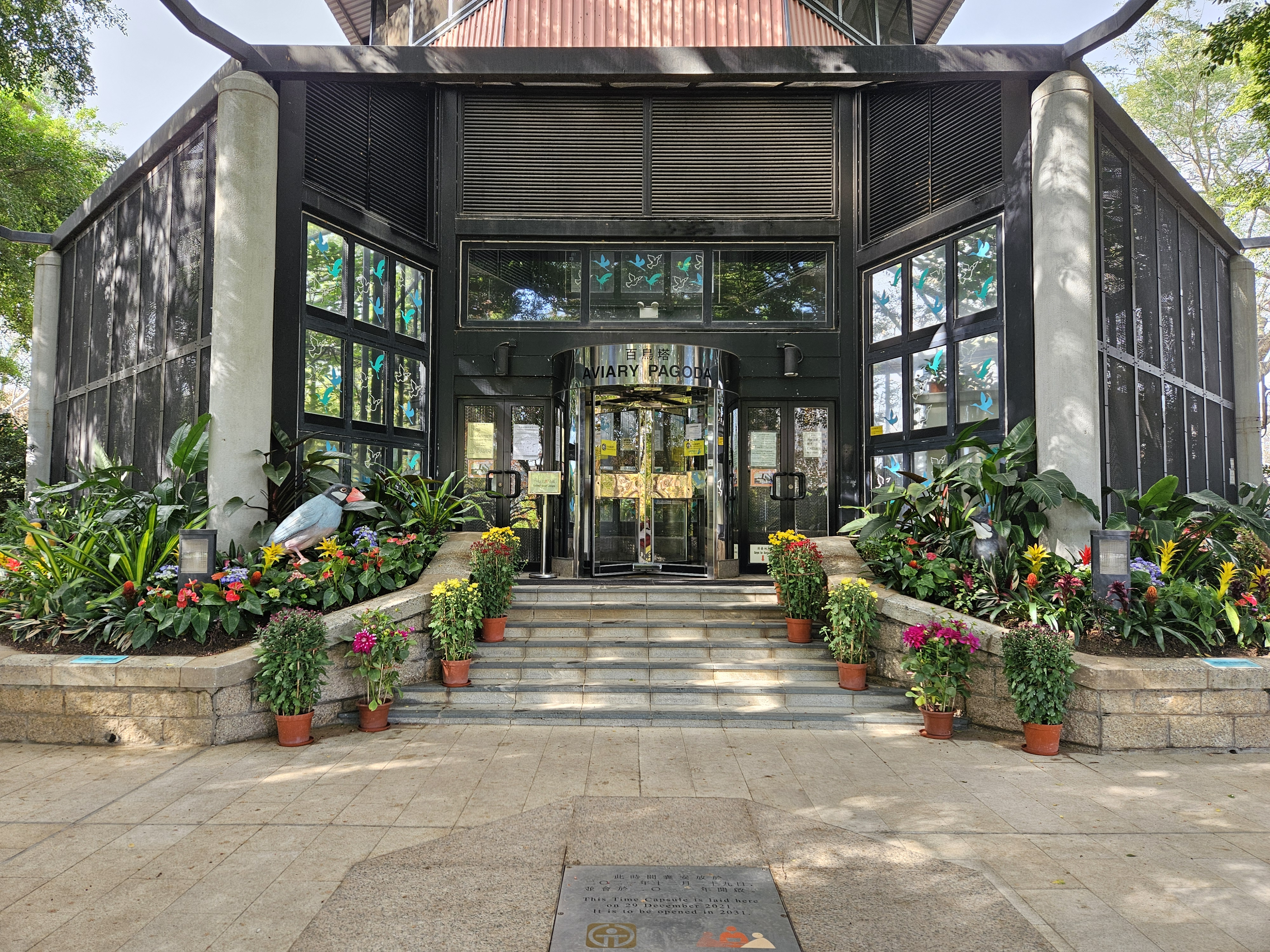
百鳥塔入口

百鳥塔是位於香港元朗公園內的一座觀光塔，矗立於公園內30米高的水牛嶺，是附近最高的建築物，亦是元朗公園最觸目的標誌。百鳥塔高7層，塔身為紅色，具中國建築特色。百鳥塔的最低層為開放式百鳥苑，面積有85平方米，1991年7月18日開始開放廣植了多個品種植物，模擬叢林環境，該處飼養著百多隻雀鳥。塔的高層可讓遊人欣賞元朗新市鎮的景色，且遠眺屏山、厦村、十八鄉和天水圍新市鎮。

## 百鳥苑

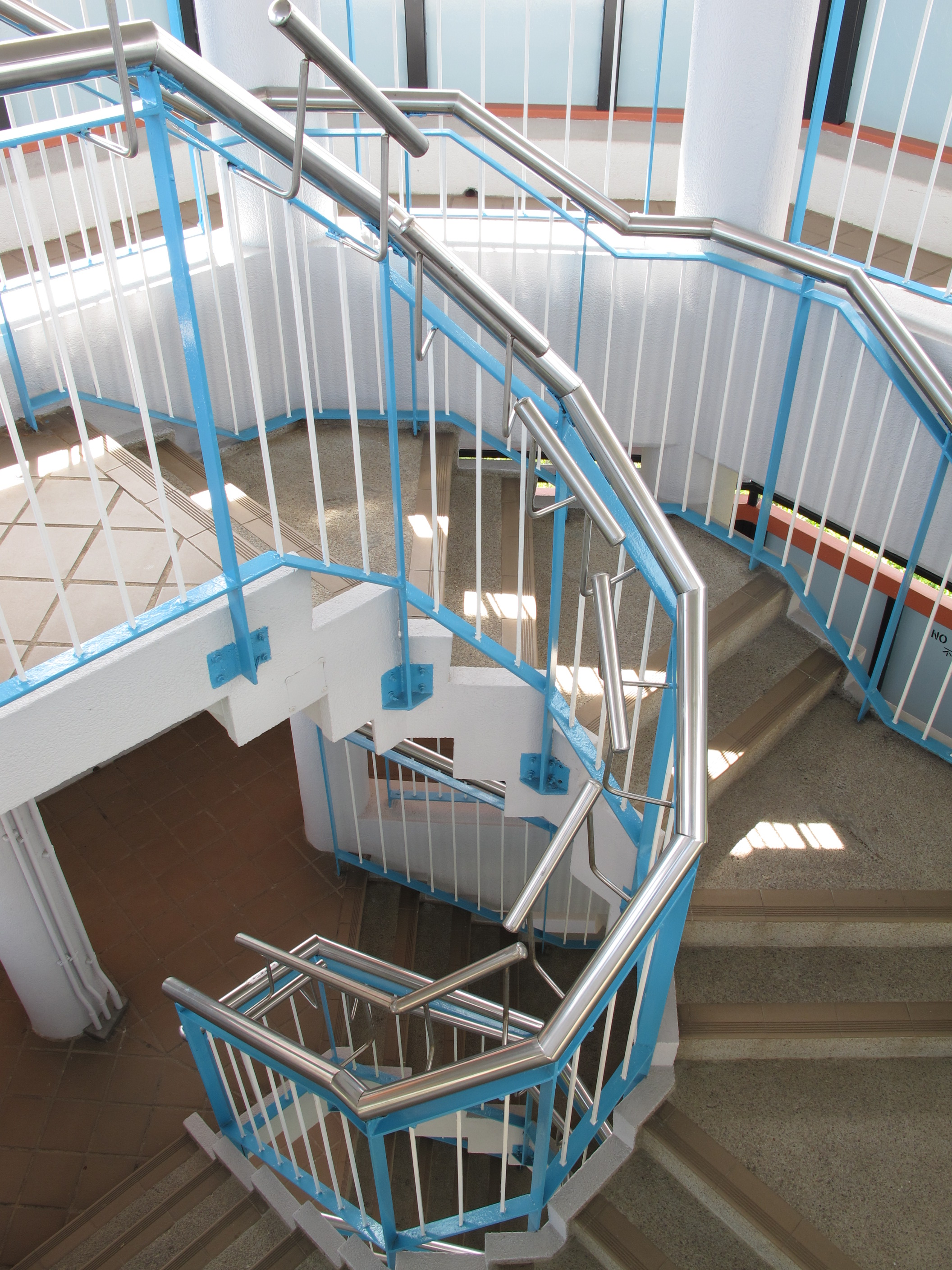
百鳥塔內的樓梯

百鳥塔的最底層為百鳥苑，飼養著百多隻雀鳥，共有30多個不同的品種，包括橙腹葉鵯、黑短腳鵯、绿翅金鸠、红嘴相思鸟、畫眉、爪哇禾雀、黑枕黃鸝、黑冠黄鹎、蠟嘴椋鳥、棕頸噪鶥及黃面樹八哥等。

## 開放時間
百鳥塔為免費入場。
四月至九月：上午8時至中午12時及下午1時至下午6時
十月至三月：上午8時至中午12時及下午1時至下午5時30分
逢星期三（公眾假期除外）：中午12時至下午3時暫停開放以進行清潔工作

## 外部連結
- 康樂及文化事務署 元朗公園百鳥塔